# سونیک جامپ
سونیک جامپ یا پرش سونیک (به انگلیسی: Sonic Jump) یک بازی پرشی عمودی توسعه‌یافته توسط ایرپلی و سونیک تیم می‌باشد که در سال ۲۰۰۷ توسط سگا برای خدمات توزیع دیجیتال سونیک کافه منتشر گردید. این بازی در ابتدا تنها در ژاپن برای تلفن‌های همراه در دسترس قرار داشت و بعدها به آی‌اواس و اندروید پورت شد و در سال ۲۰۰۷ در مناطق دیگر منتشر شد.